# Kleszczów (Rudziniec)
Kleszczów (deutsch Klüschau) ist eine Ortschaft in Oberschlesien. Sie liegt in der Gemeinde Rudziniec (Rudzinitz) im Powiat Gliwicki (Landkreis Gleiwitz) in der Woiwodschaft Schlesien.

## Geschichte

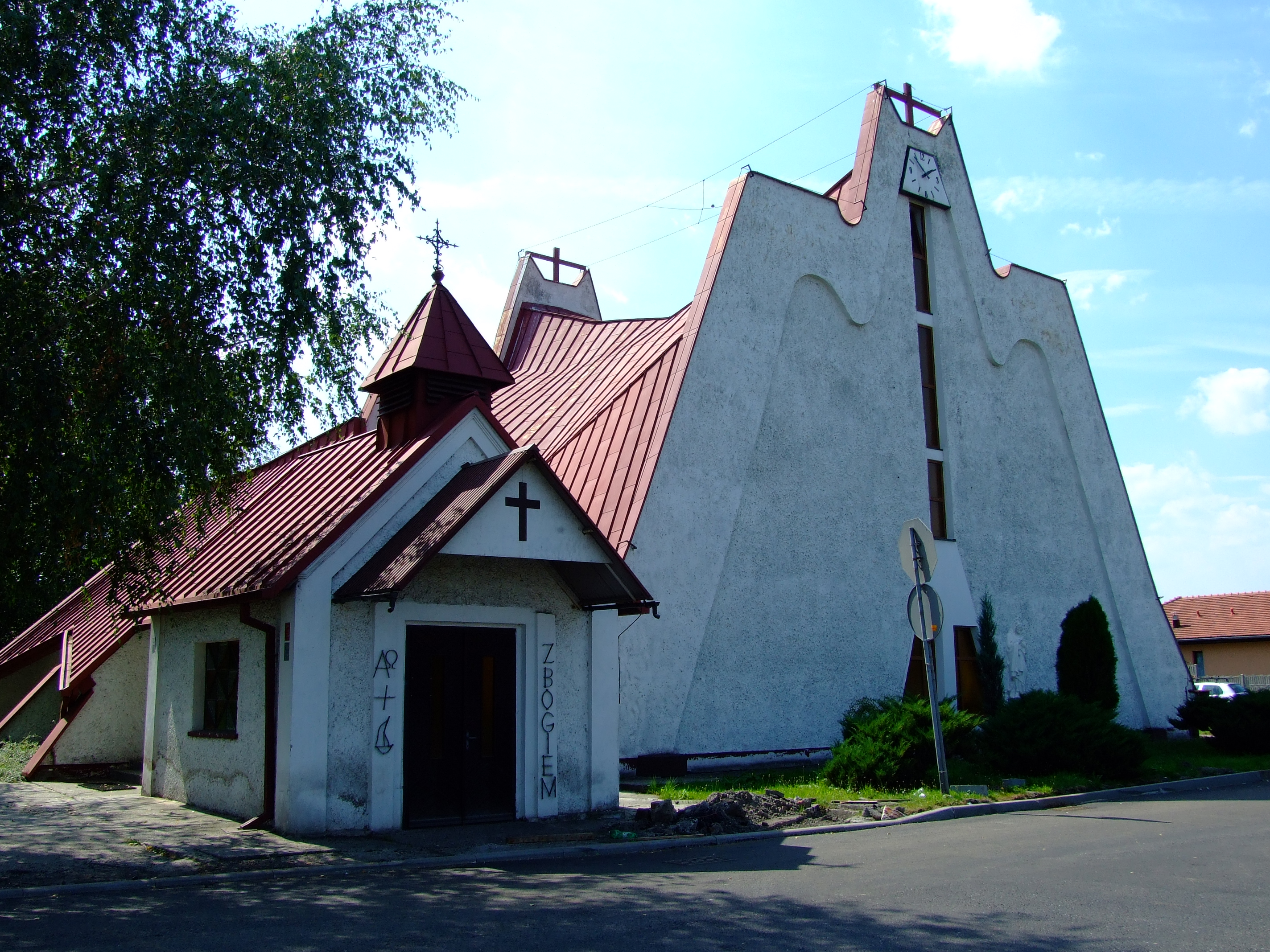
Die Marienkirche mit Wegkapelle

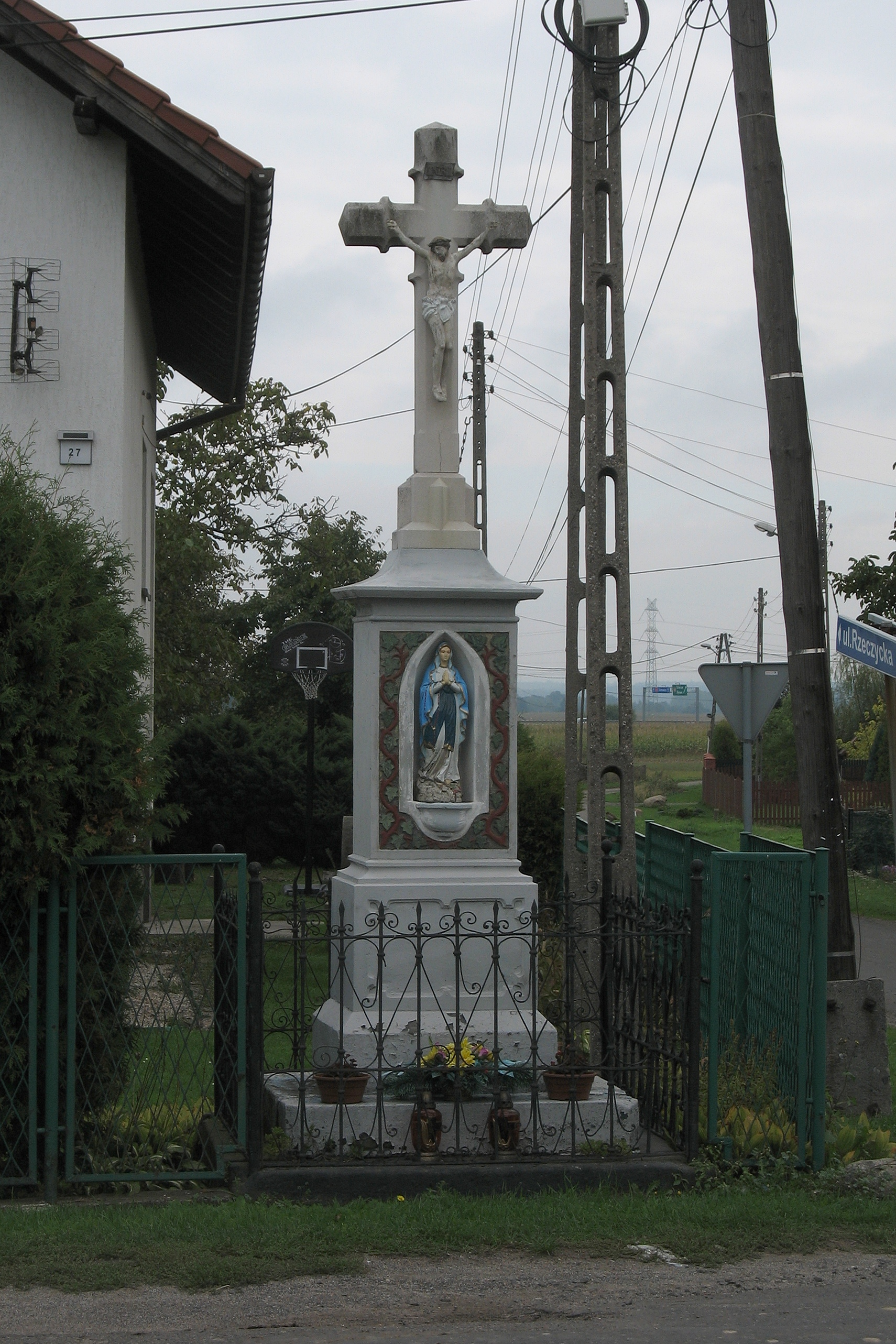
Wegkreuz

Der Ort entstand spätestens im 13. Jahrhundert. Am 30. November 1260 wurde das Dorf vermutlich als „Clchovici“ urkundlich erwähnt, als eines der Güter, die Herzog Wlodizlaus von Oppeln der Breslauer Kirche schenkte und wieder nach einer Vereinbarung mit dem Bischof zurücknahm. 1295–1305 wurde der Ort im Liber fundationis episcopatus Vratislaviensis (Zehntregister des Bistums Breslau) urkundlich als „Clesstovitz“ erwähnt. Es folgten Erwähnungen als Kliczdorff[iensis] (1614), Kliszcow (1679), Kleschtzau (1746) und Klieschzau (1759).
Der Ort wurde 1783 im Buch Beyträge zur Beschreibung von Schlesien als Klitschow erwähnt, gehörte einem Herrn von Strachwitz und lag im Kreis Tost des Fürstentums Oppeln. Damals hatte er ein Vorwerk, neun Bauern und zwölf Gärtner. 1865 bestand Klisczow (Klysczau) aus einem Gut und einem Dorf. Der Ort hatte zu diesem Zeitpunkt elf Bauernstellen, elf Gärtnerstellen und neun Häuslerstellen, sowie eine herrschaftliche Unterförsterei. Die Einwohner waren nach Retzitz eingeschult.
Bei der Volksabstimmung in Oberschlesien am 20. März 1921 stimmten vor Ort 59 Wahlberechtigte für einen Verbleib Oberschlesiens bei Deutschland und 228 für eine Zugehörigkeit zu Polen. Klüschau verblieb nach der Teilung Oberschlesiens beim Deutschen Reich. Bis 1945 befand sich der Ort im Landkreis Tost-Gleiwitz.
1945 kam der bis dahin deutsche Ort unter polnische Verwaltung und wurde anschließend der Woiwodschaft Schlesien angeschlossen und ins polnische Kleszczów umbenannt. 1950 kam der Ort zur Woiwodschaft Kattowitz. 1982 wurde die neue Kirche geweiht. 1999 kam der Ort zum wiedergegründeten Powiat Gliwicki und zur Woiwodschaft Schlesien.

## Bauwerke und Denkmale
- Moderne Marienkirche aus dem Jahr 1982
- Wegkapelle
- Denkmalgeschütztes Gebäude aus dem Ende des 19. Jahrhunderts
- Massengrab für im Jahr 1945 gefallene deutsche Soldaten
- Wegkreuze